# Scott Guyton
Pour les articles homonymes, voir Guyton.
Scott Guyton, né le 11 juin 1976 à Rotorua en Nouvelle-Zélande, est un coureur cycliste et manager néo-zélandais, professionnel de 1998 à 2005.

## Palmarès
- 1998
  - Grand Prix de Hannut
  - Tour de Southland
- 2001
  - 2e du championnat de Nouvelle-Zélande du contre-la-montre
- 2002
  - 10e étape du Tour de Southland
  - 2e du Tour de Southland
- 2003
  - 13e étape du Herald Sun Tour
  - Tour de Southland :
    - Classement général
    - 8e étape

  - 3e du Herald Sun Tour
- 2004
  - K2 Classic
  - 1re étape du Tour de Southland (contre-la-montre par équipes)
  - 3e du Tour de Southland
- 2006
  - 3e de la REV Classic